# Kokuhaku (phim)
Kokuhaku (告白 tạm dịch: Lời thú tội) là một bộ phim điện ảnh giật gân của Nhật Bản công chiếu năm 2010 do Nakashima Tetsuya làm đạo diễn dựa trên cuốn tiểu thuyết ly kì đầu tay cùng tên năm 2008 của nữ nhà văn Minato Kanae. Bộ phim đã gặt hái những thành công cả về mặt thương mại lẫn phê bình. Phim đã giành giải Phim hay nhất tại Giải Viện Hàn lâm Nhật Bản lần thứ 34 và Giải Blue Ribbon lần thứ 53, đồng thời lọt vào danh sách rút gọn đệ trình cho Phim nói tiếng nước ngoài hay nhất tại giải Oscar lần thứ 83.

## Cốt truyện
Nữ giáo viên cấp trung học cơ sở Moriguchi Yuko (Matsu Takkako) thông báo với các học sinh trong lớp học mất trật tự và thiếu tôn trọng của mình rằng cô sẽ xin nghỉ trước kỳ học mùa xuân. Cô giải thích rằng vì người cha mắc HIV của con gái cô Manami (mới 4 tuổi) bị ốm, cô từng phải đem cô bé đến trường cùng mình. Một ngày nọ, thi thể của Manami bị phát hiện đã chết đuối ở hồ bơi của trường. Cô cho biết rằng hai học sinh trong lớp mà cô tạm gọi là "Học trò A" và "Học trò B" là những người đã sát hại con gái cô. Yuko đã tìm thấy một chiếc ví nhỏ có đính hình con thỏ - thứ vốn không phải của Manami tại hiện trường, làm cô nghi ngờ và đến chất vấn Watanabe Shuya - một trong những học sinh của cô. Shuya (hay Học trò A) ngay lập tức thừa nhận là hung thủ giết chết Manami rồi mỉa mai lòng đau xót của cô bằng câu "Chỉ đùa thôi."
Sau khi tiết lộ danh tính của hai đứa học trò nhẫn tâm, Yuki giải thích rằng vì hai đứa sát nhân là trẻ vị thành niên nên được pháp luật bảo vệ (theo Luật vị thành viên của Nhật năm 1947), thành ra có tố giác chúng cũng chẳng ích lợi gì. Là một giáo viên và mẹ của nạn nhân, cô tin rằng mình phải dạy cho chúng một bài học vì những lỗi lầm chúng đã phạm phải. Yuko tiết lộ rằng cô đã bỏ máu nhiễm HIV của cha Manami vào hộp sữa của hai đứa trẻ mà cô chỉ đích danh chúng là kẻ sát hại con gái cô. Thông qua lời kể ngôi thứ nhất của Yuko suốt từ đầu phim, phần còn lại cả lớp tỏ ra bàng hoàng và lánh xa hai đứa trẻ sát nhân kia, để lại những hậu quả nặng nề. Shimomura Naoki (hay Học trò B) tự nhốt mình trong nhà và phát điên vì tin rằng cậu đã bị nhiễm AIDS do uống phải hộp sữa nọ. Mẹ cậu nhận ra con trai mình có dính líu đến cái chết của con gái Moriguchi và vô cùng day dứt, cô định đâm chết con rồi tự sát để giải thoát cho cả hai. Thế nhưng không lâu sau trong một cuộc giằng co giữa hai mẹ con, Naoki đã giết mẹ mình và bị cảnh sát bắt giữ. Trong khi đó, Shuya giải thích rằng mẹ cậu đã bỏ cậu từ lâu để theo đuổi sự nghiệp khoa học của cô. Vì bị mẹ bỏ rơi, cậu càng có động lực theo đuổi khoa học, từ đó chế ra những phát minh nhỏ dùng để giết hại và mổ xác động vật.
Phát minh đầu tiên của Shuya trước công chúng là một chiếc ví chích điện chống cướp giật đã đem về cho cậu một giải thưởng tại hội chợ khoa học, nhưng thành tích đó bị giới báo chí ngó lơ bởi một vụ án "Sát nhân điên loạn" khác. Vì thế cậu đã nâng cấp phát minh của mình và định chọn người để thử nghiệm nó với sự hỗ trợ của người bạn Naoki. Chúng quyết định đối tượng thử nghiệm là con gái của Yuko, nhưng sau khi chiếc ví chích điện vào người Manami thì cô bé bị bất tỉnh. Shuya ngộ tưởng là cô bé đã chết. Trong cơn quẫn trí, Naoki bế Manami ném xuống hồ bơi rồi dìm chết đuối cô bé, chứng tỏ cậu mới là tên sát nhân thật sự. Cô bạn học cùng lớp Shuya, Kitahara Mizuki tâm sự với cậu rằng những lời mà Yuko đã nói về hộp sữa bị nhiễm máu độc là dối trá vì cách đầu độc của Yuko dường như rất đáng ngờ. Sau cùng, Mizuki thú nhận với cậu bạn rằng cô chính là cô bé hung thủ của vụ "Sát nhân điên loạn" hôm nọ, và cô đã đầu độc chết cha mẹ mình. Hai người dần nảy sinh tình cảm với nhau, nhưng rồi Mizuki bị Shuya giết chết sau khi hai người tranh cãi về phức cảm Ơ-đíp của cậu.
Shuya ghé thăm trường đại học mà mẹ cậu công tác với hi vọng được đoàn tụ với mẹ, nhưng rồi phát hiện ra cô đã tái hôn. Tin rằng đã bị mẹ quên lãng, cậu định đặt bom nổ tung trường học vào thời điểm tổ chức lễ tốt nghiệp, cũng là lúc cậu sẽ có một bài phát biểu. Tuy nhiên bất ngờ thay là quả bom dường như đã bị vô hiệu hóa. Rồi Shuya nhận được cuộc gọi từ Yuko và biết được rằng cô giáo cũ của cậu đã chuyển đống bom kia đến văn phòng mà mẹ cậu làm việc. Yuko giải thích rằng đây là cách trả thù tâm đắc nhất mà cô cho Shuya khi để chính tay cậu giết chết mẹ mình và nói rằng cuộc báo thù đã chấm dứt, từ đây làm cho Shuya bắt đầu dằn vặt và đau đớn khôn nguôi. Khi màn hình khép lại, Yuko cười thầm nói nhỏ "Chỉ đùa thôi" - hệt như cách mà Shuya từng làm với cô.

## Diễn viên
- Matsu Takako trong vai Moriguchi Yuko
- Okada Masaki trong vai Terada Yoshiteru (Werther)
- Kimura Yoshino trong vai Shimomura Yuko
- Nishii Yukito trong vai Watanabe Shuya
- Fujiwara Kaoru trong vai Shimomura Naoki
- Hashimoto Ai trong vai Kitahara Mizuki
- Ashida Mana trong vai Moriguchi Manami

## Đón nhận

### Doanh thu và phản ứng từ giới phê bình
Ngay sau khi bộ phim bắt đầu chiếu ở 266 rạp chiếu phim, Kokuhaku đã thu được 269.835.200 yên từ 194.893 khán giả, phá vỡ kỷ lục cũ do I Give My First Love to You nắm giữ. Doanh thu tăng liên tục giúp bộ phim đứng đầu phòng vé trong 4 tuần liên tiếp vào tháng 6. Phim cũng thu về hơn 3.500.000.000 đô la Mỹ trong tuần công chiếu thứ 8 và cuối đạt kỷ lục 3.850.000.000 yên. Tác phẩm được liệt là bộ phim điện ảnh Nhật có doanh thu cao thứ 7 trong năm 2010.
Kokuhaku đã nhận được những phản ứng tích cực trên toàn cầu, khi các nhà phê bình ca ngợi hàng loạt ưu điểm như chuyển thể tốt từ tác phẩm gốc, phong cách của đạo diễn và diễn xuất, đặc biệt là các diễn viên nhí. Bộ phim giữ số điểm trung bình 81% 'tươi' tại Rotten Tomatoes. Một đánh giá tiêu cực đáng chú ý là từ Mark Kermode của BBC, người nói rằng phong cách của Kokuhaku khiến phim 'hầu như không thể lĩnh hội được cảm xúc'.